# Antonio Jacobo del Barco
Antonio Jacobo del Barco y Gasca (Huelva, 1er juin 1716 - Huelva, 1783) est un scientifique espagnol, prêtre, chroniqueur de la ville de Huelva, professeur de philosophie et géographe.

## Œuvres
- Dissertacion historico-geographica, sobre reducir la antigua Onuba a la villa de Huelva, Sevilla, Joseph Padrino, 1755 [lire en ligne] ; rééd. Editorial Maxtor Librería, 2005  (ISBN 9788497612470)
- Sobre el terremoto de primero de noviembre de 1755, Fundación El Monte y Servicio de Publicaciones de la Universidad de Huelva, Huelva, 1996  (ISBN 978-8488751935)
- Disertaciones geográficas sobre algunos puntos tocantes a la Bética antigua, 1761, manuscrit [lire en ligne]
- Discursos mercuriales, 1756 [lire en ligne]
- Pláticas cuadragesimales, 1750-1775
- Memorias o apuntamientos para el tratamiento de la disciplina antigua de las Santas Iglesias de España, 1778
- Cartas familiares, varias y curiosas, dispuestas para honesta diversión propia y ajena, 1778
- Theologia moralis
- Discusión topográfica sobre si existieron en lo antiguo las Islas Casiterides y si debe reducirse a las Sorlingas
- Problema histórico-geográfico sobre si fue la Bética de Tarsis de las flotas del rey Salomón